# Zeturf
Zeturf est un site de paris hippiques en ligne qui a vu le jour en 2004. Premier concurrent de PMU à arriver sur le marché français des courses hippiques, la société élargit son activité en 2014 en proposant également une section de paris sportifs après avoir reçu son agrément de l'Autorité de régulation des jeux en ligne (ARJEL) aboutissant ainsi à la création de Zebet. Le siège social de Zeturf France Limited est basé à Malte.

## Histoire
La société Zeturf France Limited a été fondée par Emmanuel de Rohan Chabot au début des années 2000. Issu d'une grande famille d'aristocrates français (de Rohan Chabot), cet homme d'affaires créé Zeturf, un site spécialisé à l'origine dans les conseils hippiques.
En 2004, le PDG de la société décide de compléter son activité et de lancer une plateforme de paris en ligne devenant ainsi le premier concurrent du Pari Mutuel Urbain qui possédait jusque-là le monopole des paris hippiques sur internet. Les débuts ont été synonymes de déboire judiciaire pour le PDG de la société. Il obtient finalement l'agrément turf officiel de l'ARJEL en 2010,.
Peu de temps avant la Coupe du monde de football de 2014, son offre se diversifie puisqu'une section paris sportifs est créée sous le nom de Zebet, dans le même temps que Winamax qui ouvre également une section sport.
En septembre 2022, la Française des Jeux annonce être entrée en négociations exclusives pour l'acquisition de Zeturf.
Le 29 septembre 2023, la FDJ et la sous marque Parions Sport finalisent l’acquisition du groupe ZEturf, ainsi que ZEbet la marque de paris sportifs en ligne, pour une valorisation d’entreprise de 175 millions d’euros.

## Paris hippiques
Son offre de paris hippiques est large. Les courses françaises et internationales sont disponibles. Une section vidéo permet de suivre les courses en direct. Par ailleurs, une aide au pronostic est toujours accessible (première activité de Zeturf).
En 2012, le chiffre d'affaires de Zeturf est de 180 millions d'euros. En 2014, le chiffres d'affaires de Zeturf est en hausse de 25 % avec une part de marché à 11 %. Cela le classe deuxième des sites de paris hippiques en ligne derrière PMU qui représente 85 % des parts de marché.

## Paris sportifs
Ce n'est qu'en 2014 que la section Zebet ouvre ses portes. Il s'agit d'un site consacré aux paris sportifs géré par la société Zeturf France Limited. Plusieurs sports sont représentés comme le tennis, le basket-ball ou le cyclisme. Le football reste cependant l'offre la plus importante puisqu'il représente la plus grosse part de marché pour les sites de paris en ligne.
En 2015, la part de marché français des paris sportifs en ligne de Zebet se situe entre 6 et 7 %. L'objectif d'Emmanuel de Rohan-Chabot lors du lancement de Zebet était d'atteindre entre 5 et 10 % de part de marché. Le développement publicitaire et de son offre de bienvenue lui permet de progresser au fil des années.